# Schöna (nádraží)
Schöna je stanice systému S-Bahn Dresden nacházející se v obci Reinhardtsdorf-Schöna v německé spolkové zemi Sasko. Stanice leží na železniční trati Děčín–Dresden-Neustadt a je nejbližší železniční stanicí od česko-německých hranic. Nejedná se však o pohraniční stanici. Kromě toho je nejvýchodnější stanicí příměstské železnice metropolitní oblasti Drážďan (S-Bahn Dresden). Součástí stanice jsou dvě obratové koleje sloužící hlavně pro soupravy S-Bahnu.
Stanice s původním názvem Schöna-Herrnskretschen sloužila nejen pro samotnou vesnici Schöna, ale především pro Hřensko (německy Herrnskretschen), které se nachází na protějším břehu Labe a je s nádražím spojeno přívozem.

## Provoz
V roce 2017 ve stanici zastavovaly pravidelně následující spoje:
| Linka | Trasa | Interval (min)                   | Společnost                    |
| ----- | --- | -------------------------------- | ----------------------------- |
| RE 20 | Dresden Hbf – Pirna – Bad Schandau – Schöna – Děčín hl.n. – Ústí nad Labem hl.n. – Litoměřice                                        | jen jednotlivé jízdy o víkendech | DB Regio Südost a České dráhy |
| U28   | Rumburk – Dolní Poustevna – Sebnitz – Bad Schandau – Schöna – Děčín hl.n.                                                            | 120                              | České dráhy a DB Regio Südost |
| S 1   | Meißen-Triebischtal – Coswig (b Dresden) – Dresden-Neustadt – Dresden-Mitte – Dresden Hbf – Heidenau – Pirna – Bad Schandau – Schöna | 60                               | DB Regio Südost               |

## Fotogalerie

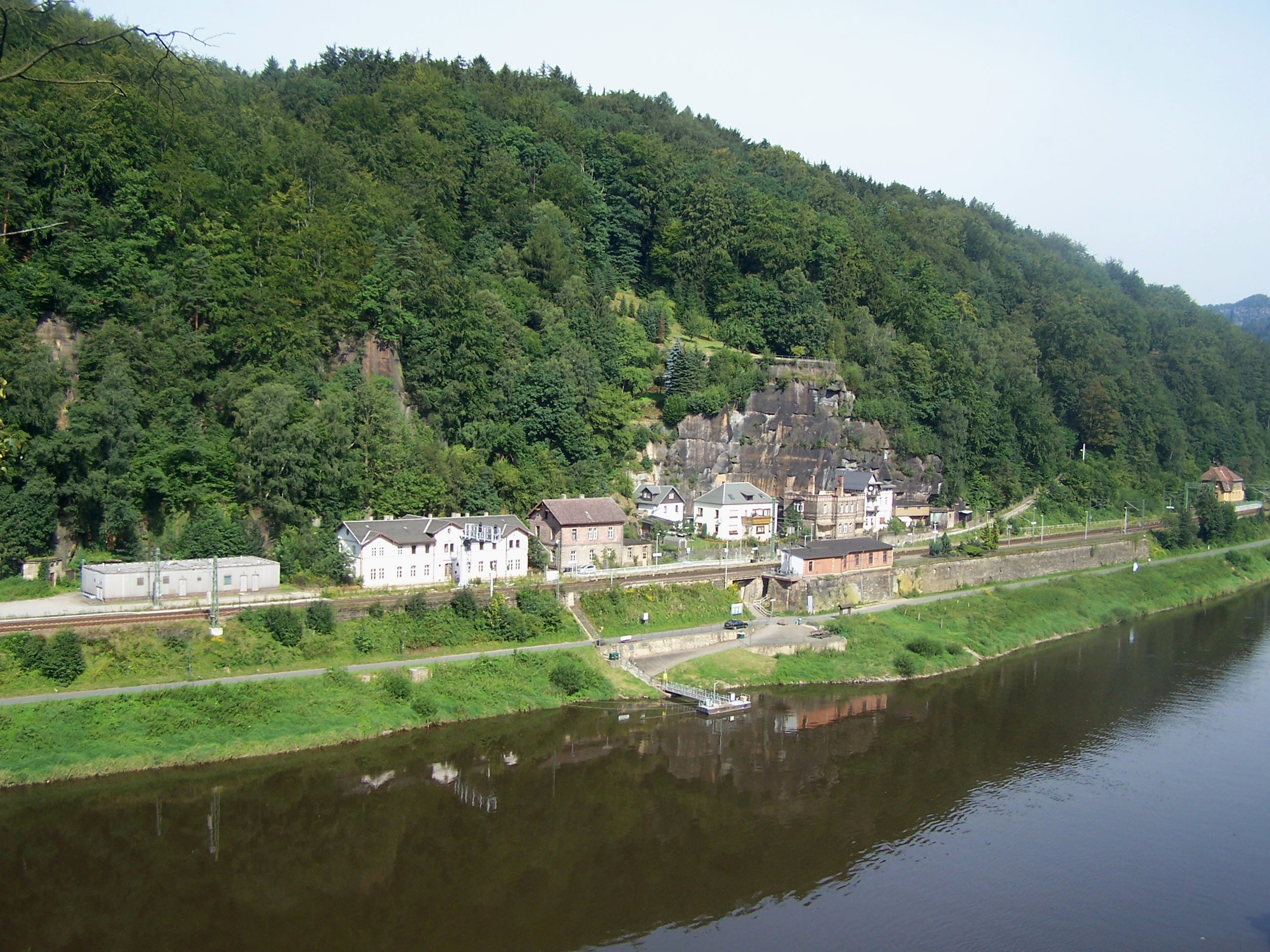
Pohled na nádraží Schöna z českého Hřenska